# Route du Thé (Maurice)
Pour les articles homonymes, voir Route du Thé.
 (janvier 2015).
Si vous disposez d'ouvrages ou d'articles de référence ou si vous connaissez des sites web de qualité traitant du thème abordé ici, merci de compléter l'article en donnant les références utiles à sa vérifiabilité et en les liant à la section « Notes et références ».
La Route du thé est un parcours touristique mauricien reliant Curepipe, une ville du centre de l'île Maurice située dans les Plaines Wilhems, à Souillac, un village de son littoral méridional. À la fois gastronomique, historique et culturel, cet itinéraire permet de découvrir des exploitations de thé, de canne à sucre et de vanille à travers trois domaines, témoins du passé colonial de l'île : les Aubineaux, Bois Chéri et Saint Aubin.

## Le Domaine des Aubineaux
Situé à Forest Side, près de Curepipe, le domaine des Aubineaux est une riche demeure coloniale construite en 1872 sur l'emplacement d'un ancien hôtel détruit lors d'un cyclone. C'est à ce moment en effet qu'on peut dater la construction d'une résidence nommée "Belle Maison".  La demeure a par la suite été vendue deux fois avant de devenir, en 1884, la propriété de Louis de Rochecouste. Elle est alors connue sous le nom de "Maison Rochecouste".
Le Domaine des Aubineaux a été la première demeure de Curepipe à jouir de l'électricité en 1886.
Louis de Rochecouste vend alors 33 hectares de terres à Gustave Guimbeau, qui y construit une maison appelée "Saint-Cloud". Gustave Guimbeau était le descendant direct de Jean-Baptiste Guimbeau, un armateur venu de Vendée au début du XIXe siècle et qui avait fait fortune dans le sucre en s'installant à l'île Maurice. Gustave Guimbeau possédait notamment la production sucrière de Saint-Aubin qu'il avait acquis en 1898, il s'agit de la troisième étape de la Route du Thé.
En 1899, Louis de Rochecouste marie sa fille unique, Valentine, à Maxime Guimbeau, fils de Gustave Guimbeau. Le couple vit dans la maison familiale et Maxime Guimbeau finit par hériter de Maison Rochecouste à la mort de son beau-père en 1906 ainsi que de Saint-Cloud à la mort de son père. La fusion des deux propriétés donne naissance au "Domaine des Aubineaux". En 1916, Maxime Guimbeau fit ajouter les deux tourelles de chaque côté du corps principal. La demeure appartient encore aujourd'hui à la famille Guimbeau.
La maison, construite en bois d'ébène et de colophane, a été habitée jusqu'en 1999, date de décès de sa dernière occupante, Myriam Guimbeau, alors âgée de 92 ans. Elle a été restaurée par la suite afin d'être transformée en musée. Cette demeure d'une superficie de 746 m2 est désormais un patrimoine local. On y trouve de nombreux meubles de la Compagnie des Indes ainsi que des portraits et photos d'époque retraçant la vie quotidienne des familles de propriétaires. Deux imposantes statues de chiens en bronze gardent l'entrée de la demeure, preuve de l'amour des propriétaires pour la chasse.
Un service de restauration est organisé à l'intérieur de la maison, sur la varangue d'hiver, protégée par d'immenses verrières qui permettent une vue sur la nature luxuriante qui entoure la propriété. La varangue principale quant à elle, agrémentée de tables en fer forgé, est réservée à la dégustation du fameux thé Bois Chéri, 2e étape de la Route du Thé. 
Les écuries ont par ailleurs été transformées et proposent désormais une initiation à la distillation des huiles essentielles.
Le parc floral et le jardin des Camphriers sont ouverts au public et le domaine accueille régulièrement des manifestations privées.
Le Domaine des Aubineaux est inscrit aux VMF (Vieilles Maisons Françaises).

## Le Domaine de Bois Chéri
Le domaine de Bois Chéri est situé sur les hauts plateaux du sud de l'île à près de 500 mètres d'altitude dans une zone froide, il s'agit d'un lieu qui offre les conditions idéales à la culture du thé.
Bois Chéri a tout d'abord été, pendant plusieurs dizaines d'années, une exploitation agricole de champs de cannes à sucre qui ont été dévastés par un cyclone. C'est après cette catastrophe que les terres de Bois Chéri ont été dédiées au thé.
Les premières plantations de thé datent de 1892 ainsi que la création de l'usine Bois Chéri par la compagnie Le Breton Boure, Drouin & Cie. En 1958, la famille Guimbeau la rachète et décide d'intensifier la culture du thé dès 1960. Bois Chéri correspond aux plus anciennes plantations de thé de l'île et a permis le développement d'une véritable culture et tradition du thé à Maurice. Elle produit aujourd'hui plus de la moitié du thé de l'île.
Rattaché au Groupe Saint-Aubin, Bois Chéri fait désormais partie de la Route du Thé et en forme la deuxième étape. Elle permet la visite guidée de l'usine à thé ainsi que du musée du thé. 
En décembre 2008 est inauguré le restaurant « le Bois Chéri ». Ce chalet surplombe un lac couvrant un cratère volcanique éteint depuis longtemps et offre une vue panoramique sur tout le sud de l'île. Des dégustations du thé Bois Chéri y sont proposées ainsi qu'un service de restauration gastronomique basée en partie sur le thé.
Bois Chéri maîtrise l’ensemble de sa production de thé: de la cueillette à la mise en sachet, le processus de la transformation du thé est entièrement pris en charge sur place. Son principal produit est le thé à la vanille apprécié par les Mauriciens et étrangers. D'autres saveurs ont également vu le jour: les thés à la menthe, bergamote, nature, coco-vanille, caramel, coco; des tisanes (ayapana, gingembre, citronnelle) ainsi que des thés verts (nature ou au jasmin).
Bois Chéri a également développé sa gamme de produits et propose désormais des thés glacés à base de thé Bois Chéri infusé et d'eau de source Ochéri, dont la source est présente naturellement sur le lieu.

## Le Domaine de Saint Aubin

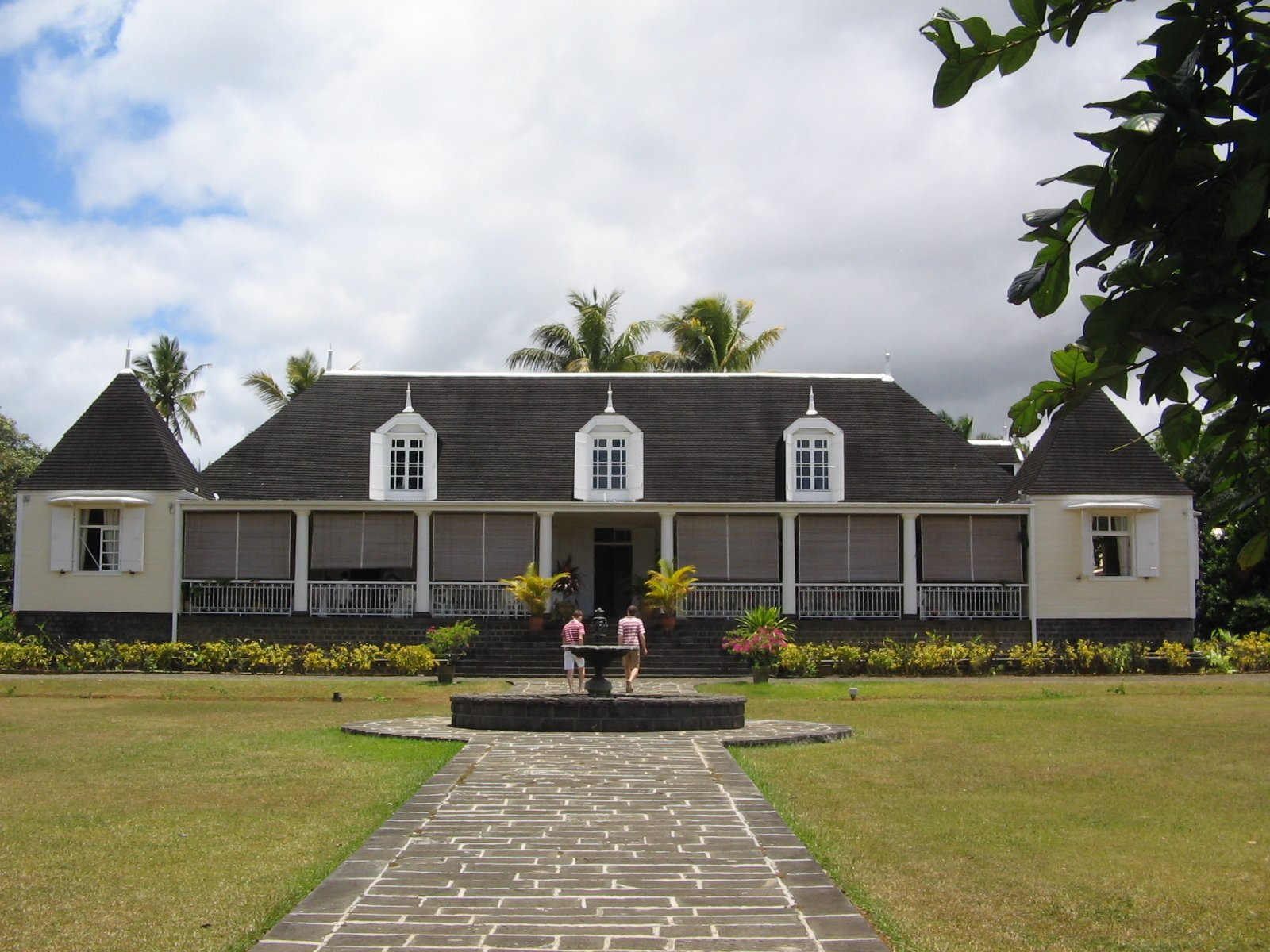
Saint Aubin (Ile Maurice)

À Rivière des Anguilles, au nord de Souillac, se trouve le domaine de Saint Aubin qui constitue la 3e étape de la Route du Thé. 
Les terres qui constituent le noyau de la propriété Saint-Aubin ont été achetées en 1778 par Pierre de Saint-Aubin, qui a donné son nom au domaine, au comte de Merville, concessionnaire. Pierre de Saint-Aubin était négociant autant que cultivateur.
Après quelques transactions, la propriété passe aux mains de MM. Charles, Edouard et Thomas Pitot en 1818. Ce sont eux qui y firent construire la sucrerie, le millésime 1819 étant encore visible sur les murs de l'ancienne usine. La demeure coloniale fut également bâtie en 1819 avec du bois provenant des navires démolis. C'est à cette période que la culture de la canne à sucre prit une ampleur importante.
En 1848, Jean-Baptiste Guimbeau devint un partenaire de la société créée par M. Henri Pitot et son associé Gaillardon.

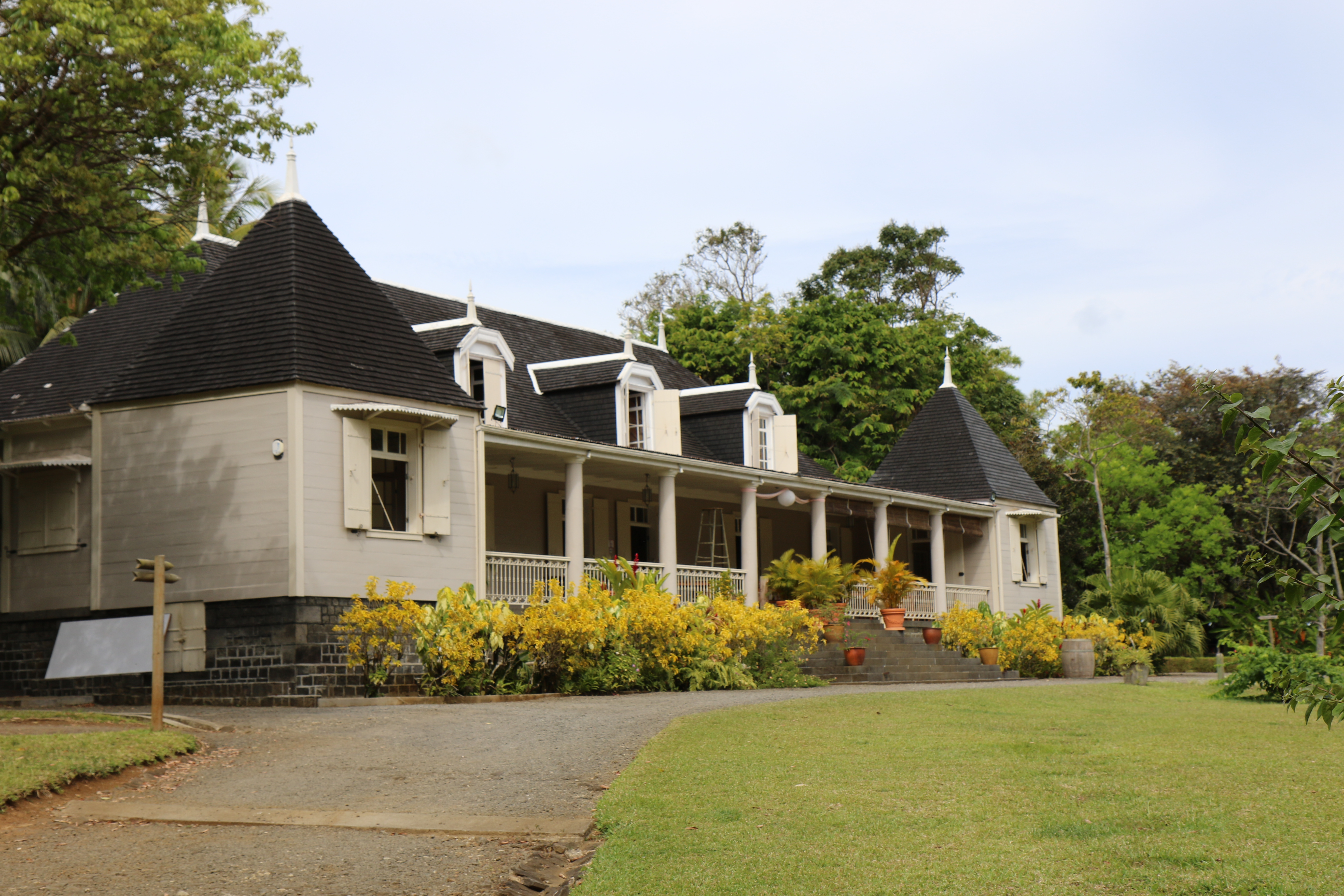
Le Domaine de Saint Aubin

En 1898, Gustave Guimbeau, fils de Jean-Baptiste Guimbeau, acquiert la production sucrière de Saint-Aubin et en demeure le propriétaire jusqu'en 1922, date à laquelle la sucrerie est vendue à la Compagnie "The Saint-Aubin S.E. Co. Ltd"  qui est désormais connue sous le nom de Groupe Saint-Aubin Ltd. 
En 1970, en raison de la pollution sonore générée par une usine sucrière de plus en plus imposante, les propriétaires décident de déplacer la maison de quelques centaines de mètres, sur le site qu'elle occupe aujourd'hui.
Habitée successivement par les différents administrateurs de la plantation, la demeure a fait l'objet d'une rénovation importante dans les années 90 et fait aujourd'hui partie du patrimoine architectural mauricien. Depuis, elle a été transformée en restaurant. On y trouve également un bar artisanal où l'on peut déguster le rhum "Saint-Aubin 1819" ainsi qu'une pizzeria mauricienne.
Le domaine abrite également de nombreuses activités : la visite de la distillerie du rhum agricole "Saint Aubin 1819", des serres d'anthuriums, la Maison de la Vanille, une mini-ferme, une aire de jeux pour enfants, le musée du Sucre, un jardin d'épices, ainsi que l’Auberge de Saint-Aubin, maison créole de 1908, entièrement restaurée en chambres d'hôtes, avec piscine privée.
La Rhumerie de Saint Aubin

La Maison Du Rhum
La rhumerie artisanale de Saint Aubin a relevé avec brio le défi de l’innovation et a su concilier la tradition, la dimension humaine et la protection de l’environnement lors de la production de rhums agricoles authentiques autant appréciés par les connaisseurs que les amateurs. Notre rhum "blanc" est fabriqué à partir de cannes à sucre spécialement
sélectionnées. Le jus de première pression est distillé dans un alambic traditionnel (Pot still).
Seul le Cœur de chauffe est utilisé pour vous offrir un rhum de qualité exceptionnelle. Des épices et des fruits naturels ont été mélangés avec succès à notre rhum blanc pour vous apporter des saveurs supplémentaires.
La Rhumerie du Domaine de Saint Aubin
Afin de répondre à la demande, Saint Aubin a mis sur pied une nouvelle distillerie traditionnelle avec une colonne en cuivre afin d'étendre sa capacité de production de rhum agricole de haute qualité sans oublier les liqueurs à base de fruits. Le jus de canne à sucre distillé dans cette colonne produit un rhum délicat et léger.
Ce rhum agricole permet une excellente miscibilité se prêtant parfaitement à la confection de divers cocktails.

## Anecdotes
La colonne autour de laquelle s'articule l'escalier de la demeure de Saint-Aubin est en réalité un mât de navire et la structure de son toit est celle d'une coque.
L'historien Albert Pitot est le fils de Henri-Frédéric Pitot et Henriette Pipon, anciens propriétaires de Saint-Aubin.
Le poète Malcolm de Chazal a travaillé un temps à la plantation de Saint-Aubin.
Les terres de Saint-Aubin sont citées comme cette "savanne sans roche entre la mer et les bois" par Bernardin de Saint-Pierre dans son œuvre Paul et Virginie publiée en 1789. Il s'agit certainement de l'origine du nom "Savannah" donné à cette partie de l'île.